# 乌尔夫·卡尔松
乌尔夫·“蒂坎”·卡尔松（瑞典語：Ulf "Tickan" Carlsson，1961年4月2日—），出生于瑞典法尔肯贝里，瑞典男子乒乓球运动员。他曾获得1985年世界乒乓球锦标赛男子双打金牌。